# Powiat bialski (Galicja)
Powiat bialski – dawny powiat kraju koronnego Królestwo Galicji i Lodomerii, istniejący w latach 1867–1918.
Siedzibą c.k. starostwa była Biała. Powierzchnia powiatu w 1879 roku wynosiła 6,577 mil kw. (378,44 km²), a ludność 79 610 osób. Powiat liczył 74 osady, zorganizowane w 63 gminy katastralne.
Na terenie powiatu działały 3 sądy powiatowe – w Białej, Kętach i Oświęcimiu.

## Zmiany administracyjne
1 stycznia 1881 z powiatu bialskiego wyłączono gminy Bierna, Glemieniec i Łodygowice, włączając je do powiatu żywieckiego.
1 sierpnia 1910 wyłączono z powiatu bialskiego powiat sądowy oświęcimski i połączono go z powiatem sądowym zatorskim z powiatu wadowickiego celem utworzenia nowego powiatu oświęcimskiego.
| Data       | Gminy          | Z powiatu | Do powiatu  | Źródło |
| ---------- | -------------- | --------- | ----------- | ------ |
| 1881-01-01 | Bierna         | bialski   | żywiecki    | [ 1 ]  |
| 1881-01-01 | Glemieniec     | bialski   | żywiecki    | [ 1 ]  |
| 1881-01-01 | Łodygowice     | bialski   | żywiecki    | [ 1 ]  |
| 1910-07-01 | Babice         | bialski   | oświęcimski | [ 2 ]  |
| 1910-07-01 | Broszkowice    | bialski   | oświęcimski | [ 2 ]  |
| 1910-07-01 | Brzeszcze      | bialski   | oświęcimski | [ 2 ]  |
| 1910-07-01 | Brzezinka      | bialski   | oświęcimski | [ 2 ]  |
| 1910-07-01 | Dwory          | bialski   | oświęcimski | [ 2 ]  |
| 1910-07-01 | Grojec         | bialski   | oświęcimski | [ 2 ]  |
| 1910-07-01 | Harmęże        | bialski   | oświęcimski | [ 2 ]  |
| 1910-07-01 | Jawiszowice    | bialski   | oświęcimski | [ 2 ]  |
| 1910-07-01 | Klucznikowice  | bialski   | oświęcimski | [ 2 ]  |
| 1910-07-01 | Kruki          | bialski   | oświęcimski | [ 2 ]  |
| 1910-07-01 | Łazy           | bialski   | oświęcimski | [ 2 ]  |
| 1910-07-01 | Monowice       | bialski   | oświęcimski | [ 2 ]  |
| 1910-07-01 | Oświęcim (M)   | bialski   | oświęcimski | [ 2 ]  |
| 1910-07-01 | Pławy          | bialski   | oświęcimski | [ 2 ]  |
| 1910-07-01 | Polanka Wielka | bialski   | oświęcimski | [ 2 ]  |
| 1910-07-01 | Poręba Wielka  | bialski   | oświęcimski | [ 2 ]  |
| 1910-07-01 | Przecieszyn    | bialski   | oświęcimski | [ 2 ]  |
| 1910-07-01 | Rajsko         | bialski   | oświęcimski | [ 2 ]  |
| 1910-07-01 | Skidzin        | bialski   | oświęcimski | [ 2 ]  |
| 1910-07-01 | Stare Stawy    | bialski   | oświęcimski | [ 2 ]  |
| 1910-07-01 | Wilczkowice    | bialski   | oświęcimski | [ 2 ]  |
| 1910-07-01 | Włosienica     | bialski   | oświęcimski | [ 2 ]  |
| 1910-07-01 | Zaborze        | bialski   | oświęcimski | [ 2 ]  |

## Władze
| Starostowie powiatu                                                                                               | Komisarze rządowi | Komisarze powiatowi     |
| --- | --- | ----------------------- |
| - Władysław Hallauer (1870–1871) - Jan Hild (1879–1882) - Eugeniusz Kraus (1890) - Maciej Biesiadecki (1904–1913) | - Jan Sałasz (1870) - Juliusz Prokopczyc (1871) - Władysław Chądzyński (1879) - Karol Schmidt, Franciszek Szałowski (1882) - Franciszek Szałowski (1890) | Edward Stonawski (1917) |